# نيكولا بيتروفيتش
نيكولا بيتروفيتش (بالصربية: Никола Петровић)‏ (10 أبريل 1988 في صربيا - ) هو لاعب كرة قدم صربي في مركز حراسة المرمى. لعب مع نابريداك كروشيفاتس ونادي بارتيزان وFK Teleoptik ‏ وNK Zavrč ‏.

## وصلات خارجية
- نيكولا بيتروفيتش على موقع قاعدة بيانات كرة القدم.إي يو (الإنجليزية)
- نيكولا بيتروفيتش على موقع قاعدة بيانات كرة القدم.إي يو (الإنجليزية)
- نيكولا بيتروفيتش على موقع قاعدة بيانات كرة القدم.إي يو (الإنجليزية)
- نيكولا بيتروفيتش على موقع Soccerway.com (الإنجليزية)
- نيكولا بيتروفيتش على موقع AS.com (الإسبانية)